# Gare de la Bibliothèque François-Mitterrand
Gare de la Bibliothèque François-Mitterrand vasútállomás és RER állomás Franciaország fővárosában, Párizsban.

## Vasútvonalak
Az állomást az alábbi vasútvonalak érintik:
- Párizs–Bordeaux-vasútvonal

## Kapcsolódó állomások
A vasútállomáshoz az alábbi állomások vannak a legközelebb:
- Gare d’Ivry-sur-Seine (Gare de Bordeaux-Saint-Jean, Párizs–Bordeaux-vasútvonal)
- Paris Gare d’Austerlitz (Gare de Pontoise, Gare de Saint-Quentin-en-Yvelines - Montigny-le-Bretonneux, Gare de Versailles-Château-Rive-Gauche, RER C)
- Gare d’Ivry-sur-Seine (Gare de Saint-Martin-d'Étampes, Gare de Dourdan - La Forêt, Gare de Massy - Palaiseau, RER C)

## Lásd még
- Franciaország vasútállomásainak listája
- A RER állomásainak listája